# 許鼎霖

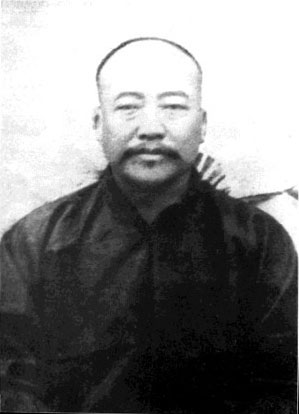

许鼎霖（1857年—1915年10月15日），字久香，江苏省赣榆县城南乡（今属连云港市）人。清朝政治人物，曾任资政院末任总裁。

## 生平
清朝光绪八年（1882年）许鼎霖中举。此后他历任驻秘鲁领事、凤阳府知府，安徽候补道、浙江洋务局总办等职。光绪卅一年（1905年）后，许鼎霖投身实业，参与创办耀徐玻璃公司、赣丰机器油饼厂、海赣垦牧公司、大达外江轮船公司等。光緒三十四年（1908年）出任江蘇教育總會副會長。为此，清政府为他授正二品，宣统三年（1911年）又晋升为一品。他和张謇、沈雲沛并称“苏北三大名流”。他还曾被清政府任命为资政院最后一任总裁。1915年10月15日，许鼎霖在上海病逝。

## 家庭
- 父：许恩普